# Archilestroides guimaraesi
Archilestroides guimaraesi là một loài ruồi trong họ Asilidae. Archilestroides guimaraesi được Artigas & Papavero miêu tả năm 1991.